# Уразбаєво (Хайбуллінський район)
Уразба́єво (рос. Уразбаево, башк. Ураҙбай) — присілок у складі Хайбуллінського району Башкортостану, Росія. Входить до складу Ак'юловської сільської ради.
Населення — 147 осіб (2010; 233 в 2002).
Національний склад:
- башкири — 100%